# Tangerang
Tangerang – miasto w Indonezji na wyspie Jawa w prowincji Banten w zespole miejskim Dżakarty.
Współrzędne geograficzne 6°11′S 106°38′E/-6,183333 106,633333; 1467 tys. mieszkańców (2003).
Ważny ośrodek przemysłu i rzemiosła, od włączenia do zespołu miejskiego Dżakarty także funkcje mieszkaniowe i szybki przyrost liczby mieszkańców; również duże skupisko ludności pochodzenia chińskiego. W mieście zlokalizowany jest główny port lotniczy kraju – lotnisko  Dżakarta-Soekarno-Hatta.